# Parvilucina mazatlanica
Parvilucina mazatlanica är en musselart som först beskrevs av Carpenter 1855.  Parvilucina mazatlanica ingår i släktet Parvilucina och familjen Lucinidae. Inga underarter finns listade i Catalogue of Life.